# São Bernardo (kommun)
São Bernardo är en kommun i Brasilien.   Den ligger i delstaten Maranhão, i den nordöstra delen av landet, 1 500 km norr om huvudstaden Brasília. Antalet invånare är 26 480.
Följande samhällen finns i São Bernardo:
- São Bernardo

Omgivningarna runt São Bernardo är huvudsakligen savann. Runt São Bernardo är det ganska glesbefolkat, med 26 invånare per kvadratkilometer.